# ماريو فيتال
ماريو فيتال (بالإيطالية: Mario Vitale)‏ هو ممثل إيطالي، ولد في 25 مارس 1928 بساليرنو في إيطاليا، وتوفي بنفس المكان في 25 أكتوبر 2003.

## وصلات خارجية
- ماريو فيتال على موقع IMDb (الإنجليزية)
- ماريو فيتال على موقع قاعدة بيانات الفيلم (الإنجليزية)